# Trionymus terranora
Trionymus terranora är en insektsart som beskrevs av Williams 1985. Trionymus terranora ingår i släktet Trionymus och familjen ullsköldlöss. Inga underarter finns listade i Catalogue of Life.